# Contern
Contern (luxemburguès Conter) és una comuna i vila a l'est de Luxemburg, que forma part del cantó de Luxemburg. Comprèn les viles de Contern, Medingen, Moutfort, Muhlbach i Oetrange.

## Població
| Nacionalitat   | Població | %      |
| -------------- | -------- | ------ |
| Luxemburguesos | 2.197    | 71,28% |
| Forasters      | 885      | 28,72% |
| - Portuguesos  | 152      | 4,93%  |
| - Francesos    | 106      | 3,44%  |
| - Italians     | 91       | 2,95%  |
| - Belgues      | 76       | 2,47%  |
| - Alemanys     | 153      | 4,96%  |
| - Iugoslaus    | 10       | 0,32%  |
| - Altres       | 297      | 9,64%  |

## Evolució demogràfica
| Any        | Població |
| ---------- | -------- |
| 15/02/2001 | 3.082    |
| 01/01/2002 | 3.073    |
| 01/01/2003 | 3.119    |
| 01/01/2004 | 3.133    |
| 01/01/2005 | 3.136    |